# Medina lateralis
Medina lateralis là một loài ruồi trong họ Tachinidae.